# NGC 6586
NGC 6586 est une petite galaxie spirale située dans la constellation d'Hercule. Sa vitesse par rapport au fond diffus cosmologique est de 3 054 ± 33 km/s, ce qui correspond à une distance de Hubble de 45,0 ± 3,2 Mpc (∼147 millions d'al). NGC 6586 a été découverte par l'astronome allemand Albert Marth en 1864.
À ce jour, deux mesures non basées sur le décalage vers le rouge (redshift) donnent une distance de 37,200 ± 0,424 Mpc (∼121 millions d'al), ce qui est à l'extérieur des valeurs de la distance de Hubble. Notons que c'est avec la valeur moyenne des mesures indépendantes, lorsqu'elles existent, que la base de données NASA/IPAC calcule le diamètre d'une galaxie et qu'en conséquence le diamètre de NGC 6586 pourrait être d'environ 13,1 kpc (∼42 700 al) si on utilisait la distance de Hubble pour le calculer.